# Rosställispitz
Rosställispitz är en bergstopp i Schweiz.   Den ligger i regionen Engiadina Bassa/Val Müstair och kantonen Graubünden, i den östra delen av landet, 190 km öster om huvudstaden Bern. Toppen på Rosställispitz är 2 929 meter över havet, eller 366 meter över den omgivande terrängen. Bredden vid basen är 3,0 km.
Terrängen runt Rosställispitz är bergig västerut, men österut är den kuperad. Närmaste större samhälle är Davos, 12,0 km väster om Rosställispitz. 
Trakten runt Rosställispitz består i huvudsak av gräsmarker. Runt Rosställispitz är det mycket glesbefolkat, med 3 invånare per kvadratkilometer.